# Ridestøvler
Ridestøvler er rytterens fodtøj ved ridning. Ridestøvler er normalt knæhøje og når over sadelflapperne. De støtter fod, ankelled og underben, så rytteren kan kommunikere med hesten med schenklerne. Det er vigtigt at støvlen ikke kan sidde fast i stigbøjlen, hvis rytteren falder af hesten. Derfor har ridestøvler hverken særligt markerede hæle eller kraftigt slidmønster i sålen. Hælen er dog stor nok til at forhindre, at foden smutter igennem stigbøjlen. Den giver mulighed for påspænding af sporer. Ridestøvler fås i læder, kunststof og gummi.